# Evy Machiels
Evy Machiels (Tongeren, 3 februari 1984) is een Belgische voormalig handbalster.

## Levensloop
Machiels begon haar spelerscarrière in 1994 bij Pentagoon Kortessem. Vervolgens was ze actief bij Initia Hasselt, Sporting Neerpelt en de Deense clubs Viborg HK en Holstebro. Vanaf seizoen 2006 kwam ze uit voor Fémina Visé. In 2010 zette ze haar spelerscarrière stop. Ze behaalde met Fémina Visé vier landstitels.
Ze werd tweemaal (2007 en 2008) verkozen tot handbalster van het jaar.